# Long Boret
Pour les articles homonymes, voir Boret.
Dans ce nom, le nom de famille, Long, précède le nom personnel.
Long Boret (ou Boreth), né le 3 janvier 1933 à Chbar Ampéou dans le district de Kien Svay de la province de Kandal et décédé le 17 avril 1975 , est un homme politique cambodgien.
Ministre de plusieurs cabinets de droite dans les années 1960, il devient un des dignitaires de la république khmère et participe à plusieurs de ses gouvernements. Nommé Premier ministre en 1973, il conserve ce poste jusqu'à la chute du pouvoir républicain en 1975 et essaie en vain de négocier une capitulation honorable avec Norodom Sihanouk et les dirigeants khmers rouges. Il est l'une des premières victimes du nouveau régime du Kampuchéa démocratique.

## Biographie

### Carrière professionnels
Long Boret est employé de 1951 à 1953 au service français d’information. Il part ensuite en France en avril 1953 pour y poursuivre ses études. Il est bachelier, puis obtient deux licences en droit. À son retour en 1955, il est nommé chef de la comptabilité du trésor royal puis, en mai 1957, inspecteur du travail.

### Entrée en politique
En devenant en 1958 député de Lomphat (province de Stoeng Treng) il est l’un des plus jeunes membres de la nouvelle Assemblée avec Hu Nim. Du 30 avril 1958 au 10 juillet 1958, il est sous-secrétaire d’État au travail et à l’action sociale du gouvernement présidé par Sim Var. Du 14 juin 1959 au 19 avril 1960, il est secrétaire d’État à l’information du gouvernement de Norodom Sihanouk. En 1962, il est réélu député, dans la circonscription de Labaing (province de Stoeng Treng).
Le 7 octobre 1962, il est secrétaire d’État aux finances dans le gouvernement de Norodom Kanthoul, mais il s’oppose publiquement à la décision prise en novembre 1963 par Norodom Sihanouk de nationaliser les banques et le commerce extérieur. Il démissionne et est remplacé le 25 décembre 1964 par Chai Toul. Il maintient cependant son mandat de député s'étend jusqu'en 1966. Lors des élections de 1966, il conserve son siège de député dans la province de Stoeng Treng. Du 25 octobre 1966 au 2 mai 1967, il est ministre de l’industrie du gouvernement présidé par Lon Nol.
Du 3 mai 1971 au 14 octobre 1972, il est ministre de l’information des second et troisième gouvernements de la République cambodgienne. Du 17 octobre 1972 au 7 décembre 1973, il est le ministre des affaires étrangères des quatrième et cinquième gouvernements de la République du Cambodge. Le 9 septembre 1973, il se présente à la tribune des Nations unies à New York pour solliciter l'aide internationale face au jeu diplomatique gagnant de Norodom Sihanouk. En novembre 1973, il rencontre le président américain Richard Nixon à qui il sollicite l'aide financière et militaire américaine. Nixon lui garantit son soutien mais lui expoe une situation géopolitique tendue et un congrès américain peu favorable à trop d'engagement au Cambodge.

### 1973-1975: Premier ministre
Le 9 décembre 1973, il accède au poste de Premier ministre, poste qu’il conserve jusqu’au 17 avril 1975.
Le 2 avril 1974, il devient un des quatre membres d’un conseil exécutif composé, outre Long Boret, de Lon Nol, Sisowath Sirik Matak et du général Sosthène Fernandez. Le 16 juin 1974, il est à la tête d’un nouveau cabinet de 16 membres.
Le 11 mars 1975, le président Lon Nol lui demande de former un nouveau gouvernement. Le 8 avril 1975, depuis Bangkok, il ne pourra que constater l’échec des pourparlers de paix amorcés avec les représentants des khmers rouges.
Le 12 avril 1975, il est avec Lon Non et Sisowath Sirik Matak des dirigeants qui choisissent de refuser l’offre américaine de fuir le pays. Ils restent à Phnom Penh bien qu’ils figurent dans la liste présentée en février par Norodom Sihanouk depuis Pékin et comportant les noms des « sept traîtres » passibles d’exécution immédiate, mais pensent toujours pouvoir négocier un cessez-le-feu avec les khmers rouges. Le 15 avril, replié dans sa résidence et totalement isolé politiquement, Long Boret demande en dernier ressort au journaliste de l'AFP Jean-Jacques Cazaux de le conseiller. Le 16 avril à 15 heures, il envoie un texte au prince à Pékin ressemblant à une reddition déguisée, mais restée sans réponse. Le 17 avril 1975, il est capturé par les troupes de Pol Pot qui contrôlent la ville. Peu après, Koy Thuon, délégué du nouveau gouvernement, installe à l’hôtel Monorom un comité pour l’élimination des ennemis. Sa première décision est d’ordonner l'exécution immédiate des dignitaires du régime républicain, dont Long Boret. Il est exécuté sur la pelouse du Cercle sportif de Phnom Penh le même jour.

### Circonstances de son exécution
Selon un article du Figaro daté du 17 avril 2015 et rédigé par Sophie Guerrier, Long Boret aurait quitté le pays en hélicoptère dans les premières heures de la journée du 17 avril. Un article de Khmer Times daté du 16 avril 2015 et rédigé par Chhang Song affirme lui que Long Boret n'aurait finalement pas été évacué. Dans la matinée du 17 avril, il aurait principalement assisté à plus de démissions de membres du gouvernement, à l'avancée des troupes ennemies sur Phnom Penh, et à la réception d'un télégramme du Prince confirmant la mise à mort de tout membre du gouvernement actuel n'ayant pas encore démissionné malgré les circonstances. Il engage une fuite en hélicoptère avec les derniers membres du gouvernement, mais aurait débarqué de l'hélicoptère avant son décollage pour rester avec les membres de sa famille qui ne pouvaient pas embarquer. Capturé peu après par le colonel Cheng Sayum Born, il aurait été amené dans un camion poubelle jusqu'au centre Cité Sportif et rapidement exécuté d'une balle dans le foie par un soldat, lui faisant subir une mort lente et douloureuse. Sa famille aurait également été exécutée à la mitraillette le même jour. Le correspondant américain Arnold Isaacs avance la même version, mais affirme que les membres des deux premiers hélicoptères pouvaient apercevoir Long Boret et sa famille aborder dans un troisième hélicoptère, puis perdirent toute visibilité avant son décollage, ne pouvant confirmer la suite des événements. Arnold Isaacs déclare cependant que Long Boret n'aurait jamais quitté Phnom Penh, aurait été vu en état d'arrestation le même jour, et aurait été exécuté dans la foulée de son arrestation,. L'Opération Eagle Pull consista en une flotte de 30 hélicoptères ayant évacué 276 personnes du Cambodge depuis un stade de football le 17 avril, dont 159 Cambodgiens. Vu que l'évacuation se déroulait sans tension, la décision de Long Boret fut une surprise.
Dans une interview de l'ancien ministre des affaires étrangères Ieng Sary publiée par l'édition internationale du magazine Newsweek, ce dernier déclare sur la question de la mort de Long Boret « Mort ou pas, il est un traître et a été jugé par le Peuple. » En novembre 2001, Steve Heder, membre de l'École des études africaines et orientales de l'université de Londres, déclare avoir identifié le lieu où plus de 800 victimes des tueries des Khmers Rouges auraient été enterrées, dont Long Boret. Les autorités cambodgiennes ont affirmé qu'elles étudieraient la fiabilité de cette affirmation fortement hypothétique.

## Vie privée
Long Boret est marié à Neang Nginn Mokhân et a cinq enfants.

## Publications
- The struggle for survival or the violation of neutrality, 1972

## Articles liés
- République khmère
- Premiers ministres du Cambodge